# Xã Wharton, Quận Madison, Arkansas
Xã Wharton (tiếng Anh: Wharton Township) là một xã thuộc quận Madison, tiểu bang Arkansas, Hoa Kỳ. Năm 2010, dân số của xã này là 418 người.